# Ravin Jain
Ravin Jain (...) è un ingegnere britannico di origini indiane, attualmente responsabile delle strategie di gara della Scuderia Ferrari.

## Biografia
Ravin Jain si è laureato nel 2016 all'Università di Oxford con il massimo dei voti in fisica e con lode in un master in fisica e matematica.
A causa del suo grande interesse per gli sport motoristici, in particolare per la Formula 1, soprattutto nelle aree della strategia e dell'applicazione della scienza dei dati, Jain è entrato a far parte della Scuderia Ferrari lavorando con la modellazione matematica. Sei mesi dopo ha iniziato a lavorare come ingegnere di strategia di gara nel 2017. Nel febbraio 2023, è stato promosso al ruolo di capo della strategia delle operazioni di gara presso la Scuderia, in sostituzione di Iñaki Rueda, che è stato trasferito al Remote Garage a Maranello.